# Michael J. Smith (tonsättare)
Michael Joseph Smith, född 13 augusti 1938 i Tiline i Kentucky, död 10 april 2022 i Tyringe, var en amerikansk jazzpianist och tonsättare som har arbetat mycket i Europa och Asien. Han var sedan 1970-talet bosatt i Sverige fram till sin död 2022.
Underbarnsförklarad gav han sin första pianokonsert vid 6 års ålder, i Nashville, Tennessee.
Michael J. Smith utarbetade en musikalisk filosofi och notationsform;  "Geomusic". Med denna har han arbetat med alltifrån olika kammarmusikgrupper, solopiano, och symfoniorkestrar. I Sverige är han nog mest känd för sitt arbete med koreografen Conny Borg, där baletten Elvira Madigan väckte stor uppmärksamhet.
Ett filmporträtt med titeln In Spiritual Exile hade premiär i Sverige 1983 och i USA under 1984 via statlig TV-kanal (PBS).
År 1977 blev han antagen till Föreningen svenska tonsättare och 1979 blev han medlem i Internationella samfundet för samtida musik.
Mellan 1995 och 2004 var han gift med den kinesiska popstjärnan Wei Wei. Paret fick 3 barn.